# Voleva fare l'artista
Voleva fare l'artista è uno spettacolo ideato da Peppe Voltarelli nel 2001.
Il recital musicale, che propone una rilettura del repertorio di Domenico Modugno, è il pretesto per una riflessione sul viaggio e sulla precarietà insita in ogni migrante che nasce dall'abbandono della propria terra. I brani vengono reinterpretati in modo essenziale dando spazi a momenti cantati, racconti, aneddoti che fanno rivivere il Maestro pugliese che ne è stato ispiratore.
Lo spettacolo debutta al Teatro San Martino di Bologna nel 2001, facendo tappa nelle varie città italiane con il plauso della signora Franca Gandolfi, moglie dell'artista pugliese.

## Trama
Peppe Voltarelli sulla trama dello spettacolo: «Modugno ha sempre rappresentato per me un punto di riferimento artistico, umano, ma anche un’idea di sud possibile. Io non ho mai cercato di imitare il lavoro di Modugno, ho sempre cercato di accostare il suo lavoro a quella che è la mia storia personale, le sue canzoni mi sono servite e mi servono perché mi indicano una strada, un modo di pensare l’arte, la musica e la poesia. Il dialetto non è solo diversità, ma anche profondità, sincerità, ma in maniera particolare coraggio, soprattutto in un paese dove la storia ufficiale ha sempre emarginato queste lingue subalterne e un grande autore che le ha sempre cantate a squarciagola rappresenta per noi un esempio.»

## Musica
Un percorso a ritroso partendo dalle origini del re della canzone italiana. Da Amara terra mia a Lazzarella, fino al Vecchio frak passando per brani della tradizione del periodo dialettale di Modugno, come Lu pisce spada e Lu tambureddu, inno al sud e alla sua forza pulsante.
La band originaria era composta da Peppe Voltarelli alla voce, chitarra e fisarmonica, Franco Ierardi alla chitarra, Giacomo De Rosis al basso elettrico e contrabbasso, Raffaele Brancati al sassofono e Gennaro De Rosa alla batteria. Nel corso degli anni, Peppe Voltarelli ha continuato a portare lo spettacolo in giro per l'Italia in numerosi festival e teatri ed è stato replicato all'estero in Argentina, Cile, Francia, Germania e Spagna.